# Zine el-Abidine Souissi
Zine el-Abidine Souissi (in arabo زين العابدين سويسي‎?; Korba, 10 luglio 1984) è un ex calciatore tunisino, di ruolo centrocampista.

## Palmarès

### Club

#### Competizioni nazionali
- Campionato tunisino: 5

Espérance: 2008, 2009, 2010, 2012
Sfaxien: 2013
- Coppa di Tunisia: 2

Espérance: 2008, 2011

#### Competizioni internazionali
- CAF Champions League: 1

Espérance: 2011
- Champions League araba: 1

Espérance: 2009
- Coppa della Confederazione CAF: 1

Sfaxien: 2013